# Celtas Cortos
Celtas Cortos és un conjunt musical castellà fundat a Valladolid a mitjan dècada dels 80, reconegut pel seu particular estil de rock celta i lletres combatives (però també romàntiques) amb la veu característica del cantant, Jesús Hernández Cifuentes. Amb el temps, l'estil del grup ha incorporat influències d'altres músiques com el metal, l'ska, el flamenc, el son cubano o -fins i tot- el tecno.
El nom del grup, amprat del d'una coneguda marca de cigarrets sense filtre, fa referència a la seua predilecció pel so distinctiu de la música celta: la portada del primer disc i la tipografia del seu logotip n'evidencien la relació.

## Biografia
Agrupats en 1986 amb el nom genèric de Colectivo Eurofolk amb la intenció de presentar-se a un concurs, en guanyar les deu mil pessetes del premi, els vuit membres del nou conjunt (procedents dels grups de folk com Almenara i el Colectivo de Música del Instituto Delicias) decidiren seguir junts i canviar-se el nom pel de Celtas Cortos a proposta del bateria, Nacho Castro; la resta de components d'esta formació primerenca eren Goyo Yeves (saxòfon i tin whistle), César Cuenca (guitarra elèctrica i banjo), Carlos Soto (flauta, gaita i saxo), Óscar García Vinagre (baix elèctric), Luis M. de Tejada (violí), Fernando Gómez (teclat) i l'adés esmentat Cifuentes (guitarra acústica i -més avant- veu), fins aleshores baixista en Almenara.

### Así es como suena(1988)
En abril de 1987, en tocar a la festa comunera de Villalar van ser seleccionats per participar en un concurs organitzat per la Junta de Castella i Lleó i la RNE que els valdria l'enregistrament de tres temes, Duendes, Riaño vivo i Buscando el Norte, editats en el recopilatori Así es como suena (Folk Joven, 1988) junt amb els dels altres dos grups guanyadors del certamen: Ágora i Yedra. En contractar el servici d'Eduardo Pérez López com a mànager i començar a treballar el repertori, Fernando Gómez seria el primer a deixar el grup per buscar-se la vida d'una altra manera: el va substituir als teclats Nacho Martín.

### Salida de emergencia(1989)
En 1988 gravaren una maqueta amb deu temes que enviaren a les companyies discogràfiques: l'únic que es va interessar va ser Paco Martín, que acabava de fundar un segell independent anomenat Twins. Així, a principis de l'any següent gravaren el seu primer disc, instrumental, en només deu dies: Salida de emergencia (subtitulat Rock celta), del qual n'arribarien a vendre seixanta mil còpies. El volum d'assaigs i d'actuacions fa que Luis M. de Tejada abandone el grup i haja de ser substituït per Alberto García, un violinista de conservatori al qual li costava tocar sense partitures. Llavors el conjunt començaria a plantejar-se afegir lletra i veu a algunes de les seues composicions per diferenciar-se de la resta de grups de folk.

### Gente impresentable(1990)
El segon -i últim- disc amb Twins, Gente impresentable, el van gravar entre febrer i març del 90 i constava d'onze temes, dels quals els cinc que tenen lletra deixen endevinar com sonaria el grup en el futur: destaquen ¿Qué puedo hacer yo?, Si no me veo no me creo i -especialment- La senda del tiempo en un disc on començaven a experimentar amb estils com el rap, el reggae, el New Age o el heavy de Hacha de guerra. El seu èxit feu que superaren el disc de platí amb cent huitanta mil còpies venudes, més de cent concerts oferts eixe mateix any (i cent vint-i-sis al següent) abans de passar a mans d'una altra discogràfica, DRO/Gasa (que havia comprat la Twins), i començar a funcionar en les ràdiofòrmules de tot l'estat.

### Cuéntame un cuento(1991)
Entre 1991 i 1992 van fer més de dos-centes cinquanta actuacions. La primera quinzena de març d'eixe any embastaven el seu tercer disc, Cuéntame un cuento, durant un retir al poblet sorià de Calatañazor. El disc s'acabaria de perfilar en novembre, en plena gira i amb molta pressió, però arribaria a superar l'èxit dels anteriors en vendre'n més de tres-centes mil còpies. Dels tretze talls del disc, només huit tenen lletra, entre les quals la de 20 de abril, una cançó nostàlgica d'una estada del Cifu als Pirineus) o la cançó homònima, que esdevenen peces clau del repertori habitual.
A l'any següent ja eren famosos i actuaven en el New Music Seminar de Nova York, a l'Expo '92 de Sevilla, venien vint-i-cinc mil entrades del seu concert a Las Ventas (Madrid) i aplegaven seixanta-tres mil espectadors en la Festa Major de Barcelona; fins i tot col·laborarien amb els britànics Oysterband en la cançó Granite Years, però no tot eren bones notícies: Alberto García es va ferir el braç en un accident casolà i, encara que es pronosticava que no tornaria a tocar el violí, al remat aconseguiria recuperar-se i, mentrestant, aprendria a tocar el trombó de vares. Eixe estiu tornarien a Calatañazor per assajar els temes del pròxim disc, que gravarien al sud d'Anglaterra.

### Tranquilo majete(1993)
Aparegut a principis de 1993, Tranquilo majete seria considerat el millor disc dels Celtas per la quantitat de cançons sonades com Lluvia en soledad, Romance de Rosabella y Domingo, Madera de colleja o la pista homònima, que -després de l'absorció del grup DRO per la multinacional WEA- sonaren en les radiofòrmules de tot l'estat; d'entre els tretze talls del disc, quatre d'ells intrumentals) també destaca Carta a Rigoberta Menchú, en homenatge a la famosa Premi Nobel de la Pau.

### Recopilatori i discs en solitari (1995)
L'èxit d'est últim disc faria possible una gira per França i Alemanya on, malgrat no tindre tant èxit com a Espanya, la roda els serviria d'excusa per editar un recopilatori l'any 95 -exclusiu pel mercat d'eixos països- titulat ¡Vamos! que contenia una versió inèdita de Cuéntame un cuento en la qual Willy DeVille col·labora cantant la lletra en anglés. El mateix any, en un recés del conjunt, dos membres del grup van publicar sengles discs en solitari: La noche de las once lunas, un disc instrumental de Nacho Martín; i El caimán verde, primera referència de Jesús Cifuentes com a artista titular on comença a sentir-se la influència de la música cubana.

### En estos días inciertos...(1996)
El 1996, en un moment difícil pel grup després de l'èxit estatal i la gira europea, apareixia el nou disc d'estudi dels Celtas, En estos días inciertos...: subtitulat ...en que vivir es un arte, malgrat representar un trencament estilístic amb Tranquilo majete, és considerat l'altra peça clau de la seua discografia bàsica, amb noves influències del merengue o el flamenc (en Irlandalusi una revisió d'un clàssic irlandés en clau andalusa a cura de Jesús Prieto Pitti). Assajat a Canfranc, gravat a San Pedro de Alcántara (Marbella) i mesclat a Madrid per Eugenio Muñoz i masteritzat a Nova York per Howie Weinberg, en lletres com la de No nos podrán parar combinen un estil de pop-rock comercial amb lletra compromesa.

### Nos vemos en los bares(1997)
En 1997 el conjunt va publicar un disc (doble) en directe, gravat a la capital vallisoletana els dies 6 i 7 de febrer; no debades, l'any anterior havien sigut els artistes estatals que més concerts havien fet. Nos vemos en los bares presenta vint-i-cinc cançons, dos d'elles (Blues del Rosario y Le Strade) inèdites i una (¿Qué dirá la gente?) d'El caimán verde del Cifu, enregistrades en viu amb un guitarrista nou (José Sendino) i la col·laboració de Rosendo o Jota Lanuza d'Ixo Rai!, entre molts altres.
Llavors, els integrants del grup decidiren prendre un descans, i malgrat els rumors de cansament i separació, a l'any següent van tornar a assajar junts, esta volta a Velliza, per dur a terme un projecte en col·laboració amb la Junta de Castella i Lleó i fer una gira instrumental a teatres sota el nom d'El Alquimista Loco, amb set peces instrumentals noves i els músics, asseguts, en una postal insòlita per al grup. L'èxit de la proposta els duria a enregistrar un disc homònim (i sense el Cifu) a l'any següent a les Landes per publicar-ho eixe mateix estiu.

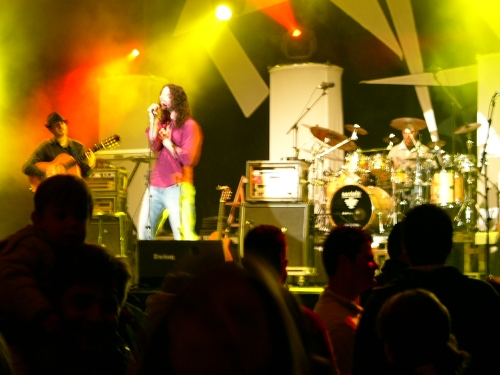
Antuán amb La Hora del Gato

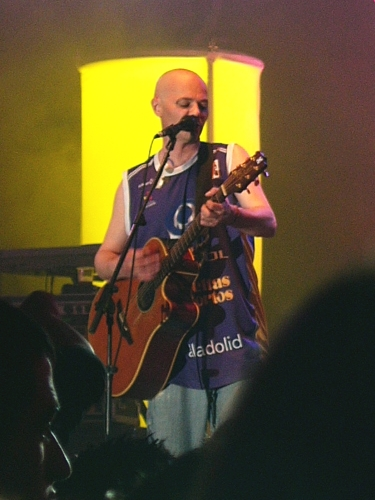
El Cifu al concert de Teulada

### Tienes la puerta abierta(1999)
Encara en novembre del 99, van publicar Tienes la puerta abierta: el disc més arriscat i experimental dels Celtas, gravat entre Màlaga, Madrid i Lió, que ja sonava a comiat (no debades, seria l'últim disc d'estudi amb Cifuentes a la veu). A les acaballes de 2001 publicaren una antologia de dos CD i un DVD amb les cançons més representatives, tots els vídeoclips i una selecció d'actuacions en televisió.
Finalment, en febrer del 2002 Jesús Cifuentes anunciava la seua marxa dels Celtas per mamprendre carrera en solitari: el seu comiat oficial (i del Sendino) va tindre lloc el 28 de setembre d'eixe any en un concert a la seua Pucela (malgrat l'aparent oposició de l'alcalde), durant el qual van presentar oficialment el nou cantant del grup, Antonio Enrique Muñoz Antuán, d'origen murcià i veu agitanada.

### C'est la vie(2003)
El següent disc, C'est la vie, va aparéixer el 12 de maig del 2003: en ser el primer amb Antuán a la veu, les lletres i les cançons havien sigut escrites per la resta dels Celtas abans de saber qui les cantaria i, potser per tot això, no va arribar a quallar entre el públic; hui en dia és un disc difícil de trobar.
A l'any següent Carlos Soto, un altre dels membres fundadors, deixava el grup; malgrat això, el grup va tirar avant amb èxit una gira estival, durant la qual editaren un minidisc amb sis temes clàssics cantats per Antuán. Cifuentes, que també havia editat el seu segon disc en solitari sota el nom de Cifu & la Calaña Sound amb no gaire èxit, també revisitava els vells clàssics dels Cortos amb la seua nova banda.
El segon disc dels nous Celtas amb Antuán hauria d'haver eixit en 2005, però la companyia va donar preferència a altres artistes més en voga i el grup va haver de fer la gira d'eixe estiu sense cap disc nou a presentar. A les acaballes del mateix any, però, va començar a circular el rumor que Jesús Cifuentes podria tornar als Celtas Cortos: al remat la notícia es va confirmar, alhora que també s'anunciava l'abandó del bateria, Nacho Castro.

### 20 soplando versos(2006)
El 24 d'abril de 2006, novament reunits amb Cifuentes (i Sendino), els Celtas Cortos celebraven el seu vinté aniversari amb un nou disc recopilatori, 20 soplando versos, compost de dos compactes amb èxits, inèdits i cinc cançons noves i un DVD retrospectiu amb més metratge del grup que ampliava el del ...pequeños regalos. Mentre preparaven un nou disc d'estudi, el conjunt perfilava una nova gira que els duria fins a Mèxic D.F.

## Discografia
| any  | títol                            | discogràfica | comentaris                                          |
| ---- | -------------------------------- | ------------ | --------------------------------------------------- |
| 1988 | Así es como suena                | Folk Joven   | el «disc zero», compartit                           |
| 1989 | Salida de emergencia             | Twins        | el primer disc, instrumental                        |
| 1990 | Gente impresentable              | Twins        | amb La senda del tiempo                             |
| 1991 | Cuéntame un cuento               | DRO/Gasa     | amb 20 de abril                                     |
| 1993 | Tranquilo majete                 | DRO/Gasa     | gravat a Anglaterra                                 |
| 1988 | ¡Vamos!                          | WEA          | només editat a França i Alemanya                    |
| 1996 | En estos días inciertos...       | WEA          | ...en que vivir es un arte                          |
| 1997 | Nos vemos en los bares           | WEA          | gravat en viu a la seua ciutat                      |
| 1998 | El alquimista loco               | WEA          | disc instrumental (sense el Cifu)                   |
| 1999 | The best of Celtas Cortos        | WEA          | recopilatori                                        |
| 1999 | Tienes la puerta abierta         | WEA          | l'últim disc amb la veu del Cifu                    |
| 2001 | Grandes éxitos, pequeños regalos | WEA          | antologia en dos CD i un DVD                        |
| 2002 | Gente distinta                   | WEA          | recopilatori d'èxits remesclats i remasteritzats    |
| 2003 | C'est la vie                     | WEA          | el primer disc amb Antuán a la veu                  |
| 2003 | Colección                        | WEA          | reedició en caixa dels discs amb el Cifu            |
| 2004 | Celtificado 100x100              | WEA          | promocional amb sis temes antics cantats per Antuán |
| 2006 | 20 soplando versos               | WEA          | dos CD i un DVD antològics amb cinc cançons noves   |
| 2008 | 40 de abril                      | DRO          |                                                     |
| 2010 | Introversiones                   | DRO          |                                                     |
| 2014 | Contratiempos                    | DRO          |                                                     |
| 2018 | Energía Positiva                 | Warner Music |                                                     |